# Biörn Riese

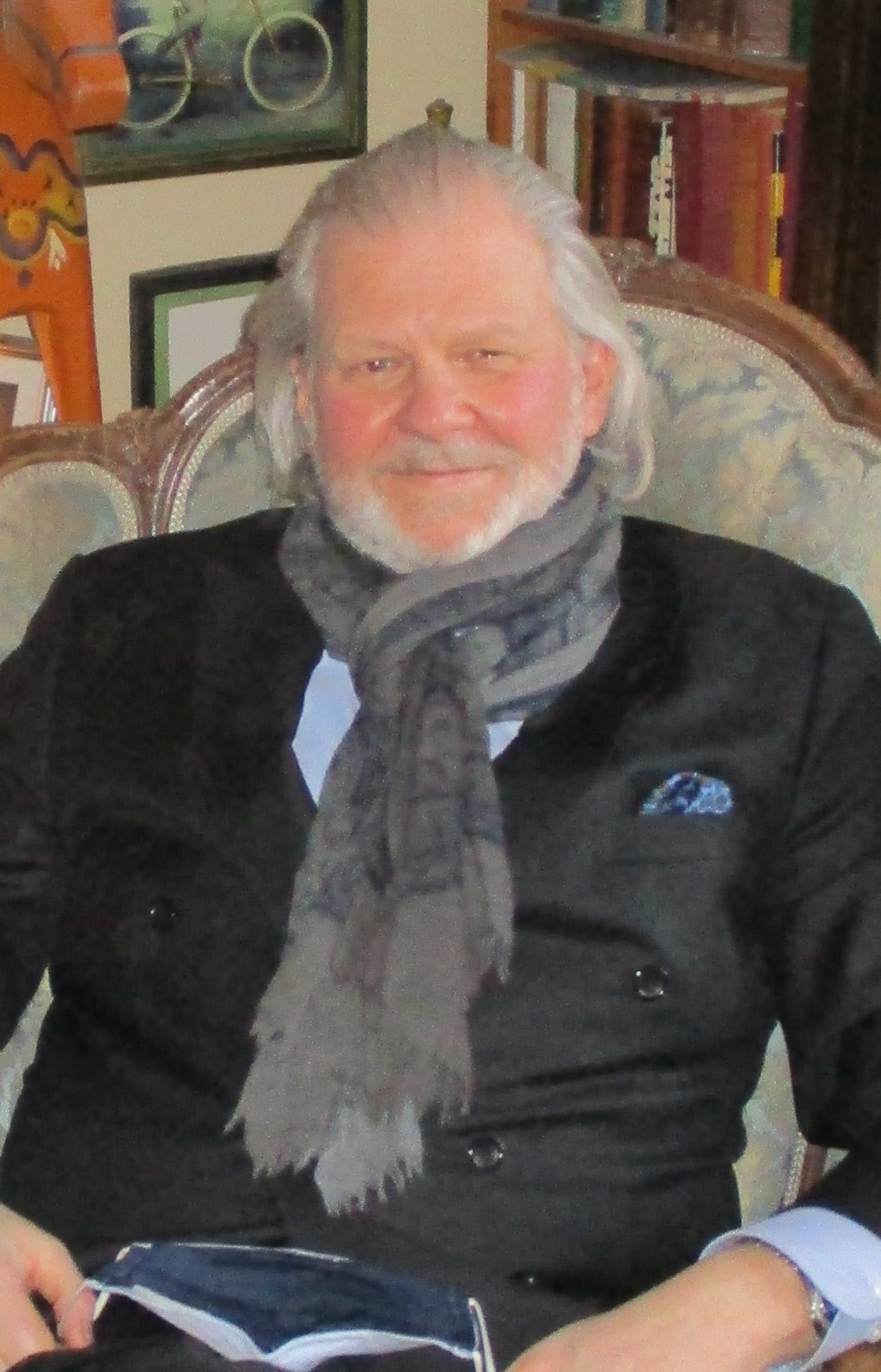
Riese i Stockholm 2021

Biörn Uno Riese, född 26 december 1953 i Brännkyrka församling, är en svensk advokat. Han är sedan mars 2017 verksam vid den egna advokatbyrån Jurie.
Riese var 1990-2017 verksam vid advokatbyrån Mannheimer Swartling där han var styrelseordförande och ansvarig för verksamhetsgrupperna företagsöverlåtelser och obeståndsjuridik. Riese är utbildad vid Stockholms universitet där han tagit en jur.kand. och utbildat sig till civilekonom. Han är ledamot av Sveriges advokatsamfund sedan 1985 samt ordförande för Svenska riskkapitalföreningen sedan 2017.
Bland Rieses uppdrag finns HQ Bank där Riese utsågs till likvidator av Stockholms tingsrätt den 30 augusti 2010. Han ledde under 2009 omstruktureringen av GM europeiska verksamhet där bland annat rekonstruktionen av SAAB ingick.
Biörn Riese är son till Thorbjörn Riese och Ulla Riese född Jerstav.